# Stanisława Sowa
Stanisława Sowa (ur. we wrześniu 1921 r., zm. w grudniu 2021 r.) – polska stulatka, współzałożycielka Cukierni Sowa, którą założyła w 1946 r. wraz z mężem Feliksem.